# Archivist (banda)
Archivist es una banda europea de post-metal formada en el año 2014. Está compuesta por cuatro instrumentistas austriacos, un vocalista y artista gráfico inglés (Alex CF) y una vocalista alemana (Anna). Han producido una trilogía de álbumes conceptuales —Archivist (2015), Construct (2017) y Triumvirate (2019)— los cuales siguen una narrativa épica de ciencia ficción creada por el vocalista Alex. Archivist es "la superviviente involuntaria de un enorme desastre ecológico siendo la última humana viva que logró escapar, en relativa seguridad, a bordo de un arca espacial, dejando atrás una tierra en agonía, donde posteriormente comienza a registrar los recuerdos de su mundo turbulento y decadente, a causa de la ceguera y avaricia de la humanidad." A su vez, comparte la nave con una inteligencia artificial llamada Construct; juntos son los únicos supervivientes de la total aniquilación causada por los humanos y las máquinas.

## Historia
Los guitarristas Gerfried y Matthias ya habían tocado juntos en la banda de hardcore punk Plague Mass. Gerfried vivió en Londres entre el año 2011 y 2014, donde toco junto a Alex CF en las bandas Carnist y Light Bearer. Alex es un artista y escritor que se destaca por crear historias mitológicas, las cuales ilustra haciendo uso de arte ambiental. También ha sido vocalista y líder de numerosas "bandas conceptuales" incluyendo a Fall of Efrafa (2005–2009), Momentum (2011–2013) y Light Bearer (2010–2014). Desde el año 2014 es miembro de las bandas Archivist, Anopheli (junto a la vocalista Anna), y Morrow (junto al guitarrista Gerfried), bandas que de igual forma siguen una línea conceptual similar a las anteriormente mencionadas.
Una vez regresando a Austria desde Londres, Gerfried formó una banda con Matthias, reclutando al baterista Steff (al cual conocieron por la banda de screamo Dimirij). Inicialmente planeaban encontrar a un vocalista que hablara alemán, pero aceptaron a Alex quien ya había creado tiempo atrás la narrativa idónea, la cual encajaba perfecto con el sonido "etéreo y operistico" que planeaban desarrollar. Poco después reclutaron a Anna (originalmente miembro de la banda alemana de post-metal Amber) para las segundas voces.
Su álbum homónimo fue lanzado el 4 de junio del año 2015. Fue grabado y mezclado por Nickl Gruber y masterizado por Oskar Karlsson. El 23 de febrero del año 2017, vio la luz el álbum Construct, grabado y mezclado por Gruber en Graz y masterizado por Cristian Varga. El tiraje físico corrió a cargo del sello discográfico Alerta Antifascista en Europa y en los Estados Unidos por Halo of Flies. Un tercer álbum, Triumvirate, fue lanzado en abril del año 2019.

## Arte

### Concepto
En una entrevista a Alex CF en el año 2017 explicó:
La premisa básica es sobre una Hibris humana, intentando controlar nuestra tecnología, siendo contraproducente al momento de adquirir una personalidad propia. Esto finaliza con una mutua aniquilación, a excepción de una pasajera en una nave – la Archivista, y una IA que reside dentro de la misma – Construct. Ambos son los únicos supervivientes de sus respectivos bandos, y a raíz de la destrucción de sus gente, deben encontrar algún tipo de propósito, sin embargo, son incapaces de conseguirlo. Puestos a la deriva en la inmensidad del espacio, la IA desea encontrar la fuente de su creación, adentrándose en ocasionales digresiones teológicas y filosóficas, mientras que la Archivista es puesta en suspensión criogénica por 2000 años. Es a la vez una historia de dualidad, de encontrar su propósito en el otro, pero también de dioses máquina, crisis existenciales y creencias religiosas.
Archivist comparte un mismo universo ficticio con la banda de crust punk de Alex y Gerfried, Morrow, "ubicados en diferentes milenios. Son líneas del tiempo totalmente separadas, pero unidas por los ancestros y descendientes de la Archivista." En una entrevista del año 2018, Alex indicó que "Morrow y Archivist existen en los extremos opuestos de la historia y terminan cuando se encuentran a mitad de la misma [ en Triumvirate]. Morrow tiene otras historias que contar después de esto, lo que se hace con Archivist es desconocido al momento". También declaró:
Mi papel en las composiciones suelen ser los colores y estados de ánimo que las letras transmiten, después describo la historia a los demás miembros y en cierta medida los ritmos y tempos [que ellos componen] también reflejan esto. Pienso que los proyectos musicales de los cuales he sido parte tienen una esencia similar, esto gracias a que los integrantes de igual forma comparten esos mismos intereses y objetivos. ... Nunca he ocupado la música para otra cosa que no sea expresar ideas o contar historias.

### Estilo e influencias
En una reseña de Construct, Matt Butler de Echoes and Dust describe su sonido como "post-metal atmosférico" con temática distópica, caracterizado por "ciertos toques de guitarras blackers, gritos tipo post-hardcore y blast beats" pero también "impresionantes destellos de riffs con notas mayores [y] ... voces limpias que rompen con lo tormentoso del ambiente". Butler comparó el trabajo con los realizados por Oathbreaker, Astronoid, Amenra y Cult of Luna, con notables similitudes con Alcest y Anathema.
En el año 2017, Gerfried citó la película de Stanley Kubrick 2001: Una odisea en el espacio como una de las mayores influencias en el concepto de Archivist. Musicalmente, la banda se define como ecléctica, fluctuando entre el "indie, el shoegaze, el hardcore/punk y el metal"; Gerfried mencionó a the Smiths como una influencia personal mientras que Alex mencionó a Neurosis como la suya.

## Integrantes
- Gerfried – guitarra, segundas voces[1][4]
- Matthias – guitarra, segundas voces, sintetizadores[1][4]
- Steff – batería[1][4]
- Alex CF – voz, arte, concepto lírico[1][4]
- Anna – voz[1][4]
- Hannes – bajo[1][4]

## Discografía
- Archivist (2015)
- Construct (2017)
- Triumvirate (2019)